# N中等部
N中等部（エヌちゅうとうぶ）は、学校法人角川ドワンゴ学園が運営する前期中等教育に該当する学齢の生徒を対象としたフリースクールである。自らを「プログレッシブスクール」と称している。学校教育法に該当する一条校（中学校）ではない（後述）。

## 概要
2018年9月13日に設立が発表された。従来、不登校の児童を対象としたフリースクールや教育支援センターは学校への復帰支援を行うことが目的とされていたが、N中等部は実践的なスキルを身につける場を目指すとされている。また、N高グループ（N高等学校・S高等学校・R高等学校）と連携した中高一貫教育も提供される。
ただし、N高グループ各校と異なり、学校教育法に該当する一条校ではないため、既存の中学校に在籍しながら通うフリースクールの形態となる。また、現行の教育課程下で学ぶ小学校卒業者が進学できる通信制中学校が法律で認められていないことから、通学制で開設される。さらに、学校法人角川ドワンゴ学園という学校法人が経営する施設ではあるが、学校教育法に基づく学校・専修学校・各種学校のいずれにも該当しないため、いわゆる無認可校である。
2019年10月にネットコースの開設をプレスリリースした。リリースの際、「中には九州や東北から飛行機や夜行バスで通学する生徒もいるため、場所にとらわれないコースとしてネットコースの開設に踏み切った。」と発表した。

## 沿革
- 2018年（平成30年）9月13日 - 事業計画を発表[9]。
- 2019年（平成31年）4月15日 - 開校[10]。通学コースを秋葉原、新宿、江坂に開設[11]。
- 2020年（令和2年）
  - 4月 - 通学コースキャンパスを池袋、横浜、大宮、名古屋に拡大[12]。ネットコース開設[13]。
  - 5月 - 生徒向けへのSlackの利用を開始する。
- 2022年（令和4年）4月 - 通学コースキャンパスを町田、神戸に拡大[14]。
- 2024年（令和6年）
  - 4月 - 通学コースキャンパスを蒲田西口、相模原橋本、松戸、奈良西大寺に開設[15]。
  - 10月 - 通学コースキャンパスを錦糸町駅北口に開設[16]。
- 2025年（令和7年）4月 - 通学コースキャンパスを仙台広瀬通、晴海、金沢、滋賀草津、福岡薬院に拡大[17]。

## キャンパス
2025年4月現在、通学コースのキャンパスは全国20ヶ所にある。